# Осада Ипра (1794)
Осада Ипра — происходившая с 1 по 18 июня 1794 года, в ходе Войны первой коалиции (часть французских Революционных войн), осада войсками революционной Франции австрийской крепости Ипр в Австрийских Нидерландах (ныне — Бельгия). Осаждающей французской армии под командованием генерала Пишегрю противостоял гарнизон численностью 7000 человек, состоявший из австрийцев и гессенцев под командованием генерал-майора Пауля фон Салиса.

## Ход событий
На северо-восточной границе Франции в марте 1794 года французская Северная армия насчитывала 126 035 человек, или 194 930, если считать все гарнизоны. Французская Арденнская армия насчитывала всего 6 757 штыков и сабель «в поле», и 32 773 человека, считая с гарнизонами. Общая численность французов на бельгийском направлении составляла 227 703 человека. 
Против них антифранцузская коалиция выставила 150 000 солдат для защиты Бельгии и ещё 20 000 для удержания Люксембурга. Силы коалиции состояли из австрийцев, британцев, нидерландцев и немцев: ганноверцев и гессенцев. План их командования состоял в том, чтобы оказать сильное давление на французскую оборону, и, по возможности, прорвать её и двигаться на Париж.
Французский дивизионный генерал Жан-Шарль Пишегрю командовал Северной армией, которая удерживала границу, занимая позицию от Дюнкерка на западе, через Лилль, Дуэ и Камбре до Мобежа на востоке. Арденнская армия располагалась справа от неё. Главный французский военный стратег Лазар Карно разработал план действий на бельгийском направлении, который предполагал одновременное наступление на двух флангах.
Тем временем, войска антифранцузской коалиции под командованием австрийского фельдмаршала принца Фридриха Саксен-Кобург-Заальфельдского (часто именуемого просто принц Кобургский или принц Кобург), в свою очередь, попытались атаковать французские позиции, но были отражены. Французские атаки также не дали решающего успеха. 
Британские войска во главе с Фредериком, герцогом Йоркским действовали против французов вместе с австрийцами, но, хотя общее командование осуществлял фельдмаршал Кобург, взаимопонимания между принцем и герцогом не было.
В середине апреля Пишегрю в очередной раз двинулся вперёд. На левом фланге его армии находился дивизионный генерал Пьер Антуан Мишо (в порту Дюнкерк с 13 943 солдатами), далее дивизионный генерал Жан Виктор Моро в Касселе (не путать с немецким Касселем) с 15 968 солдатами и дивизионный генерал Жозеф Суам в Лилле, имевший 31 865 солдат. Соединение бригадного генерала Пьера Жака Остена численностью 7822 человека удерживала Понт-а-Марк. В начале мая дивизия генерала Жака Филиппа Бонно прибыла с правого крыла и «поглотила» войска Остена, в результате чего общая численность соединения Бонно составила 23 000 человек.
Обеспокоенное постоянными французскими атаками вдоль реки Самбры, принц Кобургский переместил немалую часть своих войск, взятых у герцога Йоркского из-под Турне, на восток, чтобы прикрыть Шарлеруа. Воспользовавшись этой ситуацией, Пишегрю 1 июня 1794 года осадил Ипр силами дивизии Моро, которую прикрывали части Мишо и Суама (по другим данным, Мишо подчинялся Суаму). В этой ситуации, вместо того, чтобы сосредоточить свои силы для атаки на один  из французских флангов, силы коалиции бесцельно перемещались взад и вперёд, не в силах решиться ни на что конкретное. Герцог Йоркский во главе не менее чем 30 000 солдат безо всякой пользы стоял в Турне. 
Непосредственно в Ипре австрийский генерал-майор Пауль фон Салис командовал гарнизоном численностью 7000 человек, который включали в себя австрийские и гессенские пехотные батальоны, ирландскую роту, гессенский лейб-жандармский эскадрон, и 12 полевых орудий, не считая крепостной артиллерии. Пишегрю же, воспользовавшись нерешительностью союзников, сумел стянуть к Ипру до 50 000 солдат.
Укрепления Ипра в основном были отстроены наиболее известным французским военным инженером маршалом Вобаном после Осады Ипра 1678 года, после которой Ипр на несколько десятилетий вошёл в состав Франции (но был ею утрачен в 1713 году).
6 июня 1794 года произошла стычка в Vrijbos к северу от Ипра. Генерал-майор Рудольф фон Хаммерштейн-Экворд (ганноверец), во главе отряда численностью 5500 человек (2 британских пехотных полка и несколько эскадронов кавалерии, 4 ганноверских (два пехотных и два гренадерских) батальона, один ганноверский и один гессенский эскадроны, два батальона французских эмигрантов-роялистов) попытался деблокировать крепость Ипр, но, явно недооценив численность сил противника, потерпел неудачу и отступил с незначительными потерями.
На помощь крепости двинулся более сильный корпус австрийского военачальника Клерфе, которого французы контратаковали в 22 километрах к северо-востоку от Ипра в Руселаре и заставили отступить, хотя атака австрийцев велась нерешительно и их потери не были большими (1 000 убитыми, ранеными и пленными из 20 000 солдат). 
13-го Клерфе, во главе оставшихся у него 19 000 солдат, атаковал гораздо более настойчиво и при этом неожиданно для французов. Внезапно обрушившись на них, он разгромил бригаду Мальбранка и отбросил бригаду Сальма. Следующей на его пути была бригада генерала Жака Макдональда, который неожиданно оказал невероятно энергичное сопротивление, удерживая свои позиции шесть часов против многократно превосходящих сил Клерфе. Получив поддержку от свежей бригады де Винтера, а также от Сальма, который наконец-то сумел собрать и снова повести в атаку своих людей, Макдональд заставил австрийцев отступить. Австрийцы потеряли в этом бою почти тысячу человек, французы — 1300 человек и одно орудие, однако поле боя осталось за ними.
Более того, после победы Макдональда Клерфе больше не предпринимал попыток деблокировать Ипр. В результате, уже 17-го (по другим данным, 18-го) июня крепость сдалась. Французам досталось 30 гессенских и 4 австрийских знамени, а также 12 полевых орудий (не считая орудий крепостной артиллерии). Только 400 солдат и офицеров гарнизона из 7 000 погибли в ходе осады. 
Узнав о потере Ипра, Клерфе отступил к Генту, преследуемый французами. 26-го июля французская армия генерала Журдана разбила принца Кобурга при Флерюсе, 1 июля Пишегрю вошёл в Брюгге, а к 11 июля армии Пишегрю и Журдана соединились, заняв Брюссель. Потерпев в Бельгии полное поражение, англичане и голландцы отступили на север, тогда как австрийцы — на восток, к Маастрихту.
Современный военный историк Дигби Смит назвал взятие Ипра ключом ко всей Фландрии. Французской победе посвятил художник Филиппото, а название сражения было высечено на Триумфальной арке в Париже.